# 莱昂主教座堂
萊昂聖瑪利亞主教座堂（西班牙語：Santa María de León Cathedral）是天主教萊昂教區的主教座堂，位於西班牙西北部城市萊昂。

## 簡介

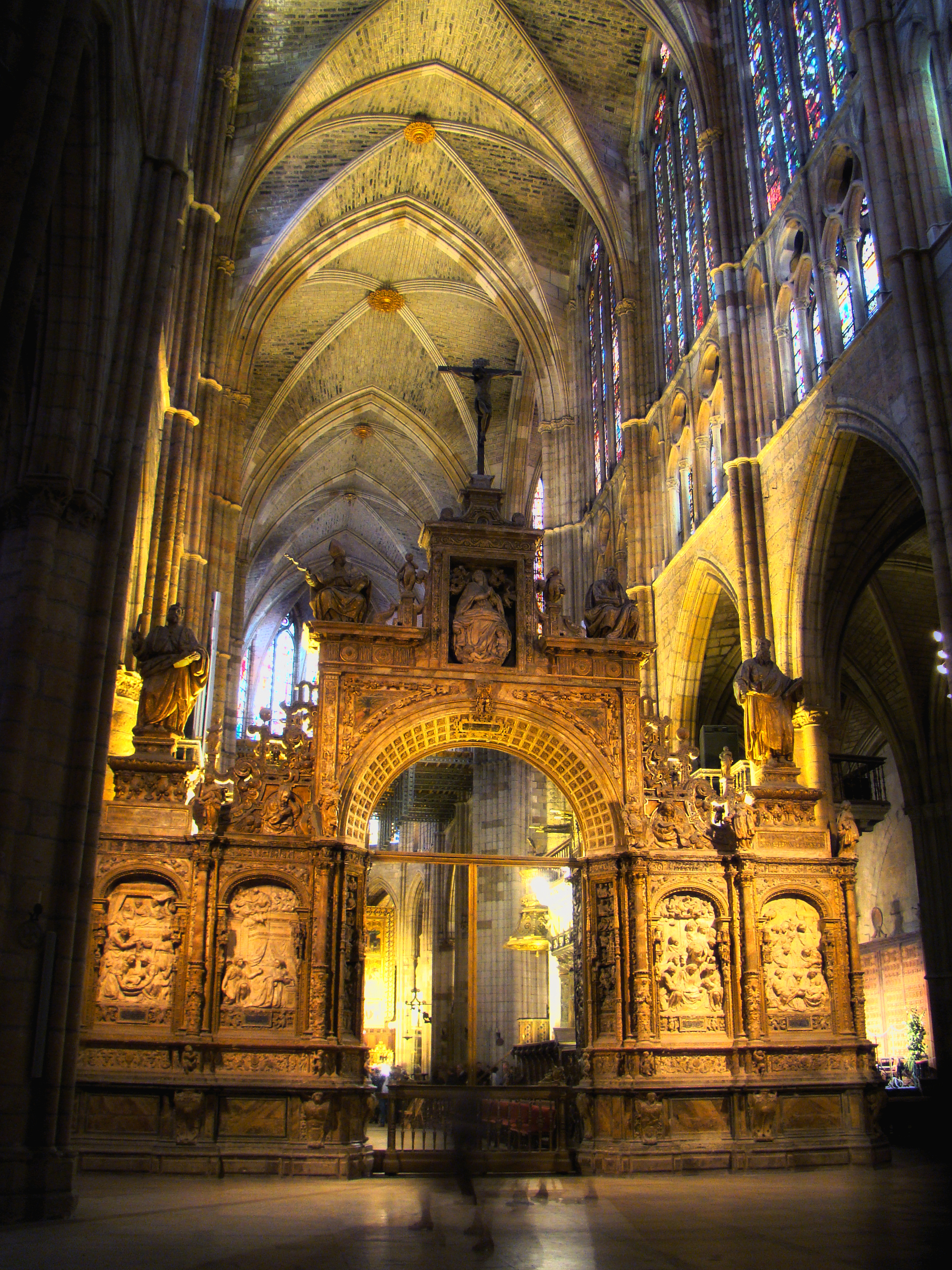
內部

它興建在公元2世紀的古羅馬浴室的遺址上，800年後，國王奧多尼奧二世)將其改為宮殿。
萊昂主教座堂是13世紀哥特式建築藝術的傑作，於1844年被列為西班牙文化遺產。萊昂主教座堂擁有1,800平方米的花窗玻璃，極為精美，大多為13-14世紀的原作，吸引了眾多遊客。